# خلیج میورتوی کولتوک
خلیج میورتوی کولتوک (کولتوک مرده) (قزاقی: Өлі қолтық шығанағы) خلیجی در دریای کاسپین در سواحل غرب قزاقستان است.
این خلیج در گذشته با نام «خلیج تسارویچ» و سپس «خلیج کومسومولتس» شناخته می‌شد. جزیره دورنوا در نزدیکی ورودی این خلیج قرار دارد.
در زمان‌های گذشته خط ساحلی مشخصی داشت، اما از دهه ۱۹۹۰، با سطح دریای کاسپین بالاتر، آب از طریق گردنه خلیج به درون خشکی نفوذ می‌کند و باتلاق‌های پرآب تولید می‌کند. ورودی کایداک که در انتهای خلیج قرار دارد، به اعماق ساحل می‌رود که به سمت شرق و سپس به سمت جنوب امتداد می‌یابد. امروزه هم خلیج و هم ورودی آن از آب دریای کاسپین پر شده است. هم‌اکنون میدان‌های نفتی در این منطقه وجود دارد.